# Fagerhult (öl)
Fagerhult är ett starköl från Kopparbergs Bryggeri. Ölet lanserades i början av 1990-talet av dåvarande Banco Bryggeri i Skruv, som senare köptes upp av Kopparbergs Bryggeri. Fagerhultsölet är ett ljust öl av pils typ, med rejäl beska och alkoholhalt 5,3%. Ölet, som anspelar på TV-programmet Grabbarna på Fagerhult och har en älgtjur på etiketten är omtyckt i jägarkretsar och har även blivit populärt i Tyskland.